# 黄梅县
黄梅县是湖北省黄冈市管辖的一个县，地处湖北省的最东端，湖北、安徽、江西三省交界处。与江西九江市隔江相望。面积1,701平方公里，地方方言黄梅话（学界將其归属于江淮官话黄孝片），民间以孔垄镇为界线，可细分为以北至广济县的黄梅上乡话（影響贛語，或者贛語化，较类似于广济方言），以及受九江话影响较重的黄梅下乡话，常住人口约79万人。县人民政府駐黄梅镇。

## 历史
黄梅在1~4万年前的旧石器時代晚期即有人类活动的痕迹。西汉文帝十六年（前164年），境内建有寻阳县，西晋永兴元年（304年），以长江江北故道为界，分庐江郡寻阳县，于江南立寻阳臣隶寻阳郡，其江北地遂并入蕲春。自此黄梅县境始南北分治。南齐永明四年（486年），析蕲阳之东境立永兴县。隋开皇初改名新蔡，十八年（598年）改为黄梅，民国二十五年（1936年），国民政府以长江为界划定鄂赣省界，从此县境合一。

## 人口
根據第七次人口普查數據，截至2020年11月1日零時，黃梅縣常住人口787783人。

## 行政区划
历史上黄梅行政区域隶属多变，曾东属扬州，西属荆州，北属豫州，南属江州。中华人民共和国成立后，县辖行政区划变动频繁，但县域境和上隶省基本未变。
黄梅县下辖12个镇、4个乡：黄梅镇、孔垄镇、小池镇、下新镇、大河镇、停前镇、五祖镇、濯港镇、蔡山镇、新开镇、独山镇、分路镇、柳林乡、杉木乡、苦竹乡、刘佐乡和挪步园风景管理处。

## 地理
黄梅是湖北的东大门，东邻安徽省宿松县和太湖县，南隔长江与江西省九江市相望、并有九江长江大桥、九江长江公路大桥相连，西接武穴市，北邻蕲春县，所谓“吴头楚尾”之地。据说伍子胥过昭关一夜白头的故事，就发生在黄梅与宿松交接的过界岭处。黄梅南面长江，北倚大别山，境内有湖泊、河流、渠道、水库密布，其中最大的是龙感湖。全县属亚热带大陆性气候，雨水充分，阳光很多，全年气候温暖，年平均温度在16.8℃。

## 交通

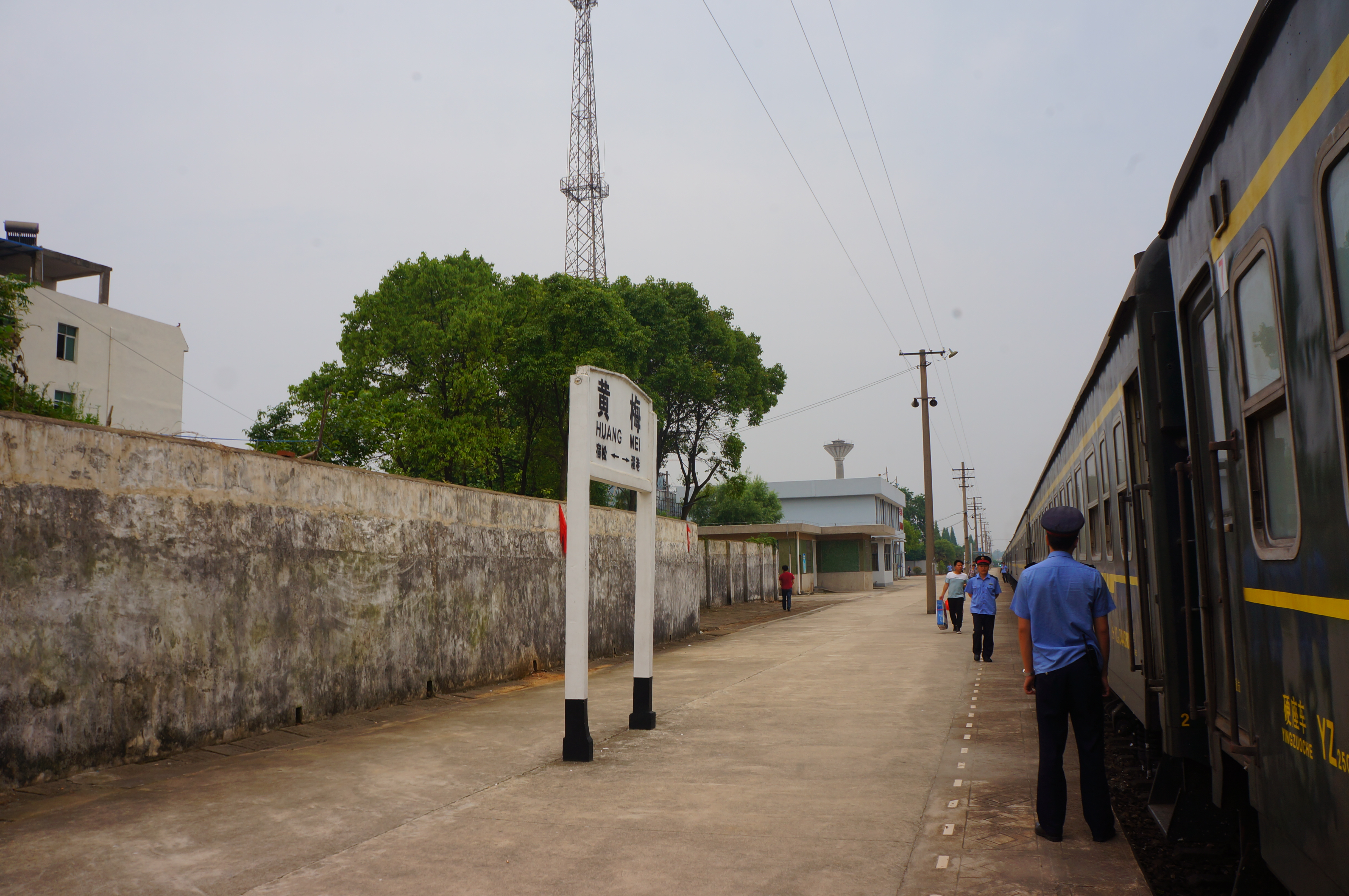
黄梅站站台

- 京九铁路、合九铁路在境内并轨并设站； 105国道、 347国道、 沪蓉高速、 京台高速在县内穿汇而过，长江在县境南部，并建有九江长江大桥连通南北。距九江机场两小时车程。
- 南部的小池镇与江西省九江市隔江相望，两者之间有九江长江大桥连通，目前已开通了城市公交路线17路，分为北线和南线，起点和终点均分别为小池镇凯旋门和九江市九江火车站。

## 教育

### 高级中学
- 黄梅一中 ：2004年被定为湖北省示范高中。
- 黄梅二中
- 黄梅三中
- 黄梅四中
- 黄梅五中
- 黄梅国际育才高级中学
- 黄梅理工
- 黄梅实验高级中学

### 初级中学
实验中学
晋梅中学
育才中学
前程中学
八角亭中学

### 小学教育
黄梅一小
黄梅二小
黄梅三小
黄梅四小
黄梅五小
黄梅六小
黄梅七小

## 文化
历史上，黄梅曾是佛教中国化的基地，佛教禅宗四祖道信，五祖弘忍的道场均在黄梅县境内，六祖慧能得法之地也在黄梅。本来无一物，何处惹尘埃”在此写就。今日黄梅境内的禅宗四祖寺、五祖寺佛事活动兴盛。南北朝时期的著名的文学家鲍照曾为黄梅县令。1991年4月，中国楹联学会授予黄梅“全国楹联之乡”称号，是全国第二家“楹联之乡”。1998年4月，中国楹联学会第四次会员代表大会在黄梅召开。2006年4月，中国国际楹联文化节又在黄梅举行。黄梅是岳家拳的发源地，岳飞四子岳震、五子岳霆隐居黄梅，使岳家拳历千年而不衰，2001年8月6日，国家体育总局命名黄梅为“全国武术之乡”。黄梅挑花是在黄梅民间长期广泛流传的一种传统民间刺绣工艺，2006年，黄梅挑花被国务院列入第一批国家级非物质文化遗产名录。黄梅是黄梅戏的发源地，2006年黄梅县黄梅戏被国务院列入第一批国家级非物质文化遗产名录。

## 人物
Category:黃梅人

## 備註
1. ↑  學界有爭議，因江西填湖廣、洪武大移民政策，導致黃孝地區的人口與語言構成紛雜不同，學界有江淮官話黃孝片說、楚語說、西南官話說、贛語說等說法，可參見黃孝片。